# Full Gear 2021
Full Gear 2021 è stata la terza edizione dell'omonimo evento in pay-per-view prodotto annualmente dalla All Elite Wrestling e si è svolto il 13 novembre 2021 al Target Center di Minneapolis, Minnesota.
L'evento ha visto l'esordio in AEW di Jay Lethal.

## Storyline
Nell'ottobre 2018, prima della formazione della AEW, Adam Page si unì ai suoi amici Kenny Omega e gli Young Bucks, formando una stable nota come The Elite Nel gennaio 2020, Page e Omega vinsero l'AEW World Tag Team Championship, ma nel corso del regno titolato, iniziarono le tensioni tra i due e il 24 agosto a Dynamite, Page fu allontanato dalla stable. Il 7 novembre a Full Gear 2020, Page ha affrontò Omega nella finale di un torneo per determinare lo sfidante all'AEW World Championship, ma fu Omega a trionfare. Quasi un anno dopo, durante l'episodio di Dynamite del 6 ottobre 2021, Page, appena tornato da due mesi di pausa, vinse il casino ladder match e fu nominato sfidante all'AEW World Championship, detenuto ancora detenuto da Omega e il 16 ottobre, fu ufficializzato il match per Full Gear.
L'8 ottobre, l'AEW annunciò il ritorno dell'AEW World Championship Eliminator Tournament; un torneo a eliminazione diretta di otto uomini, la cui finale si svolgerà a Full Gear e il vincitore avrà una chance titolata per il titolo mondiale. Nella puntata di Dynamite del 16 ottobre, Bryan Danielson, Orange Cassidy, Preston Vance, Lance Archer, Jon Moxley, Eddie Kingston, Dustin Rhodes e Powerhouse Hobbs furono annunciati come partecipanti. Il 2 novembre, Moxley fu rimosso dal torneo a causa del suo ricovero in clinica per alcolismo e sostituito da Miro, che sconfisse Orange Cassidy in semifinale e si qualificò per la finale contro Bryan Danielson.
Completano la card il 6-man tag team falls count anywhere match tra Christian Cage, Jungle Boy e Luchasaurus contro Adam Cole e gli Young Bucks, MJF contro Darby Allin, il match valido per l'AEW Women's World Championship tra Britt Baker e Tay Conti, CM Punk contro Eddie Kingston, l'Inner Circle contro Ethan Page, Scorpio Sky e l'American Top Team, i Lucha Brothers contro gli FTR con in palio l'AEW World Tag Team Championship, Hikaru Shida e Thunder Rosa contro Jamie Hayter e Nyla Rose, in un tag team match annunciato per il BuyIn e Cody Rhodes e Pac contro Andrade El Idolo e Malakai Black.

## Risultati
| #     | Match                                                                                                   | Stipulazioni                                                             | Durata |
| ----- | --- | ------------------------------------------------------------------------ | ------ |
| BuyIn | Hikaru Shida e Thunder Rosa hanno sconfitto Jamie Hayter e Nyla Rose (con Vickie Guerrero)              | Tag team match                                                           | 12:32  |
| 1     | MJF ha sconfitto Darby Allin                                                                            | Single match                                                             | 22:06  |
| 2     | Lucha Brothers (c) (con Alex Abrahantes) hanno sconfitto gli FTR (con Tully Blanchard)                  | Tag team match per l'AEW World Tag Team Championship                     | 18:36  |
| 3     | Bryan Danielson ha sconfitto Miro                                                                       | Single match valido per la finale dell'AEW World Championship Tournament | 20:06  |
| 4     | Christian Cage, Jungle Boy e Luchasaurus hanno sconfitto Adam Cole e gli Young Bucks                    | Falls count anywhere 6-man tag team match                                | 22:35  |
| 5     | Cody Rhodes e Pac (con Arn Anderson) hanno sconfitto Andrade El Idolo e Malakai Black                   | Tag team match                                                           | 16:52  |
| 6     | Britt Baker (c) (con Jamie Hayter e Rebel) ha sconfitto Tay Conti                                       | Single match per l'AEW Women's World Championship                        | 15:24  |
| 7     | CM Punk ha sconfitto Eddie Kingston                                                                     | Single match                                                             | 11:00  |
| 8     | The Inner Circle ha sconfitto Ethan Page, Scorpio Sky, Andrej Arloŭski, Dan Lambert e Junior dos Santos | Minneapolis street fight match                                           | 19:52  |
| 9     | Adam Page ha sconfitto Kenny Omega (c) (con Don Callis)                                                 | Single match per l'AEW World Championship                                | 25:35  |